# Cohors VIII Voluntariorum

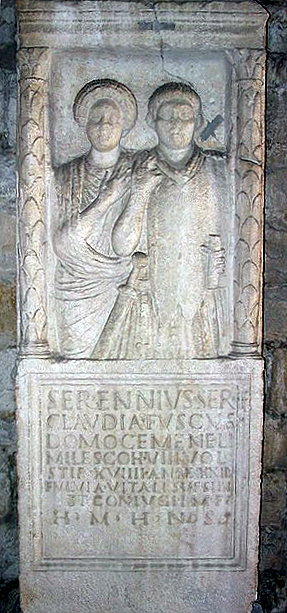
Der Grabstein des Servius Ennius Fuscus

Die Cohors VIII (oder IIX) Voluntariorum [civium Romanorum] [equitata] [Antoniniana] [Philippiana] (deutsch 8. Kohorte der Freiwilligen [der römischen Bürger] [teilberitten] [die Antoninianische] [die Philippianische]) war eine römische Auxiliareinheit. Sie ist durch ein Militärdiplom, Inschriften und Ziegelstempel belegt.

## Namensbestandteile
- Voluntariorum: der Freiwilligen.

- civium Romanorum: der römischen Bürger. Die Soldaten der Kohorte wurden bei Aufstellung der Einheit aus römischen Bürgern rekrutiert. Die Einheit wurde wahrscheinlich unter Augustus zusammen mit weiteren Kohorten ausgehoben; die Aufstellung der Einheiten erfolgte vermutlich während des Pannonischen Aufstands und nach der Niederlage des Varus. Insgesamt wurden möglicherweise bis zu 44 (oder 48) Kohorten aus römischen Bürgern gebildet, von denen aber nur 18 belegt sind.[1]

- equitata: teilberitten. Die Einheit war ein gemischter Verband aus Infanterie und Kavallerie.

- Antoniniana: die Antoninianische. Eine Ehrenbezeichnung, die sich auf Caracalla (211–217) oder auf Elagabal (218–222) bezieht. Der Zusatz kommt in der Inschrift (CIL 3, 9732) vor.

- Philippiana: die Philippianische. Eine Ehrenbezeichnung, die sich auf Philippus Arabs (244–249) bezieht. Der Zusatz kommt in der Inschrift (CIL 3, 2706) vor.

Da es keine Hinweise auf den Namenszusatz milliaria (1000 Mann) gibt, war die Einheit eine Cohors (quingenaria) equitata. Die Sollstärke der Kohorte lag bei 600 Mann (480 Mann Infanterie und 120 Reiter), bestehend aus 6 Centurien Infanterie mit jeweils 80 Mann sowie 4 Turmae Kavallerie mit jeweils 30 Reitern.

## Geschichte
Die Kohorte war in der Provinz Dalmatia stationiert. Sie ist auf einem Militärdiplom für das Jahr 94 n. Chr. aufgeführt.
Der erste Nachweis der Einheit in Dalmatia beruht auf der Inschrift (AE 1913, 194), die auf 14/37 n. Chr. datiert wird. Durch ein Diplom ist die Kohorte erstmals 94 in der Provinz nachgewiesen. Die Bauinschrift (AE 1940, 176) belegt, dass Soldaten der Einheit während der Regierungszeit des Antoninus Pius einen Turm für ein Aquädukt errichteten.
Der letzte Nachweis der Kohorte beruht auf der Inschrift (CIL 3, 2706), die auf 245 datiert ist.

## Standorte
Standorte der Kohorte in Dalmatia waren möglicherweise:
- Andetrium (Muć): Der Grabstein des Servius Ennius Fuscus wurde hier gefunden.
- Bigeste (Ljubuški): Die Inschrift (CIL 3, 8490) wurde hier gefunden.
- Epidaurum (Cavtat): Die Inschriften (CIL 3, 1742, CIL 3, 1743) wurden hier gefunden.
- Salona (Solin): Zahlreiche Inschriften wurden hier gefunden.
- Tilurium (Trilj): Mehrere Inschriften wurden hier gefunden.

Ziegel mit dem Stempel COH VIII VOL wurden an mehreren Orten in Dalmatia gefunden.

## Angehörige der Kohorte
Folgende Angehörige der Kohorte sind bekannt.

### Kommandeure
| - L(ucius) Septi[mius] Petro[nianus], ein Präfekt (AE 1958, 156) - M(arcus) Acilius [P]riscus, ein Tribun (AE 1955, 169) - M(arcus) Aure[lius] [], ein Tribun (AE 1963, 42) - M(arcus) Caec[i]lius Africanus, ein Tribun (AE 1940, 176) | - P(ublius) Fabius [] C(aius) Clodius, ein Präfekt (HEp 1994, 283) - Q(uintus) Iulius Frontinu[s], ein Präfekt (AE 1954, 145) - Ti(berius) Iuli Iulianus, ein Tribun (AE 1913, 194) |

### Sonstige
| - [?], ein Soldat und Bucinator (CIL 3, 8522) - []aicus, ein Centurio (AE 2004, 1104) - Ael(ius) Ursacius, ein Soldat (CIL 3, 2002) - Aemilius Fortis, ein Beneficiarius (CIL 3, 1808) - Artanus, ein Centurio (CIL 3, 8490) - Atilius, ein Centurio (CIL 3, 13975) - Aur(elius) Annianus, ein Bucinator (CIL 3, 13187) - Aur(elius) Ianuarius, ein Soldat (CIL 3, 8729) - Aurel(ius) Tertius, ein Soldat (CIL 3, 9732) - C(aius) Alasinius Secundinus, ein Soldat und Duplicarius (ILJug-03, 02007) - C(aius) Lartidius Crispus, ein Centurio (CIL 3, 1742) - C(aius) P() Ver(), ein Soldat (CIL 3, 2045) - C(aius) Surenus Seneca, ein Soldat (CIL 11, 4749) - Dass[i]us Aeternal[i]s, ein Soldat (CIL 3, 8775) - Fla(vius) P[l]ares, ein Soldat und Beneficiarius (CIL 3, 14930) - Licinius, ein Soldat (CIL 3, 2039) - Liv(ius) Maternus, ein Centurio (CIL 3, 8336) - L(ucius) Adennius Philetian(us), ein Soldat (AE 2013, 1193) - L(ucius) Aebutius Felix (CIL 3, 2745) | - L(ucius) Iul(ius) [], ein Veteran (CIL 3, 9708) - L(ucius) Sorn(ius) C[], ein Soldat (CIL 3, 8757) - L(ucius) Sulpicius Proculus, ein Actuarius und Adiutor (AE 1904, 10) - L(ucius) Teren[t]ius Severus, ein Soldat und Vexillarius (CIL 3, 2745) - M(arcus) Ippi[us] Vitalis, ein Centurio (CIL 3, 2706) - M(arcus) Pla(etorius) P(), ein Soldat (CIL 3, 8490) - P(ublius) Attecius Venimarus, ein Soldat (CIL 3, 13975) - P(ublius) Bennius Egregius, ein Soldat, Adiutor und Beneficiarius (AE 1897, 5) - P(ublius) Bennius Priscianus, ein Soldat (Kurilic 48) - Q(uintus) Iul(ius) Vere[cundinius], ein Centurio (CIL 3, 13875) - Sabininus, ein Soldat (CIL 3, 1743) - Seius Severinus, ein Centurio (CIL 3, 3163) - Ser(vius) Ennius Fuscus, ein Soldat (CIL 3, 9782) - [S]ex(tus) Aquilli[us] Severus, ein Centurio (CIL 3, 1940) - [Si]lvanus, ein Veteran (CIL 3, 12904) - T(itus) Coninius Ursus, ein Centurio (ILJug-03, 01645) - T(itus) Statilius Maximus, ein Soldat und Adiutor (CIL 3, 2052) - Vivius Silvester, ein Soldat (AE 1913, 41) |